# Heydər Əliyev
Heydər Əlirza oğlu Əliyev (àzeri: Һејдәр Әлирза оғлу Әлијев, IPA: [hejˈdæɾ æliɾˈzɑ oɣˈlu æˈlijef]; rus: Гейда́р Али́евич Али́ев, IPA: [ɡʲɪjˈdar ɐˈlʲijɪvʲɪtɕ ɐˈlʲijɪf]; Naxçıvan, 10 de maig de 1923 – Cleveland, 12 de desembre de 2003) fou secretari general del Partit Comunista de l'Azerbaidjan (Azərbaycan Kommunist Partiyası) i president de l'Azerbaidjan soviètic entre 1969 i 1982, i després de l'Azerbaidjan independent pel Partit del Nou Azerbaidjan (Yeni Azərbaycan Partiyası) des d'octubre del 1993 fins a octubre del 2003, quan el va succeir el seu fill Ilham Alíev, en el que constitueix el primer cas de dinastia política als països sorgits de l'antiga URSS.
Originalment alt funcionari de la KGB de l'RSS de l'Azerbaidjan, va servir durant 28 anys als òrgans de seguretat de l'estat soviètic (1941-1969), va dirigir l'Azerbaidjan soviètic de 1969 a 1982 i va ocupar el càrrec de primer viceprimer ministre de la Unió Soviètica des de 1982 a 1987.
Aliyev es va convertir en president de l'Azerbaidjan independent mentre el país estava a la vora d'una guerra civil i patia greus pèrdues en la Primera Guerra de Nagorno-Karabakh amb la veïna Armènia. Els partidaris d'Aliyev li atribueixen la restauració de l'estabilitat a l'Azerbaidjan i la conversió del país en un gran productor d'energia internacional. El seu règim a l'Azerbaidjan ha estat descrit com a dictatorial, autoritari, i repressiu. També es deia que va dirigir un estat policial pesat on es van manipular les eleccions i es va reprimir la dissidència. Al voltant d'Aliyev es va desenvolupar un culte a la personalitat, que ha continuat després de la seva mort el 2003. Poc abans de la seva mort, el seu fill Ilham Aliyev va ser elegit president en unes controvertides eleccions i continua liderant l'Azerbaidjan fins avui.

## Biografia

### Primers anys de vida
Aliyev va néixer el 10 de maig de 1923 a la ciutat de Nakhtxivan. La seva família s'havia traslladat a Nakhchivan abans del seu naixement des del poble de Jomardly (l'actual Tanahat a la província de Siunik d'Armènia), situat a només unes poques milles de Nakhtxivan. Algunes fonts afirmen que Aliyev va néixer a realitat 2 anys abans a Jomardly, però que més tard es va decidir que un polític d'Azerbaidjan no hauria de tenir un lloc de naixement armeni. El seu pare era de Jomardly i la seva mare era de Vorotan (també a l'actual província Siunik d'Armènia). Aliyev va tenir quatre germans: Hasan, Huseyn, Jalal i Agil, així com tres germanes: Sura, Shafiga i Rafiga.

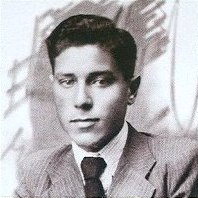
El jove Heydar Aliyev

Després de graduar-se a l'Escola Pedagògica de Nakhtxivan, Aliyev va assistir a l'Institut Industrial de l'Azerbaidjan (ara Universitat Estatal de Petroli i Indústria de l'Azerbaidjan) de 1939 a 1941, on va estudiar arquitectura. El 1949 i el 1950, va estudiar a l'Escola Superior del Ministeri de Seguretat de l'Estat de l'URSS a Leningrad. La biografia oficial d'Aliyev també diu que va estudiar a la Universitat Estatal de Bakú, es va graduar amb una llicenciatura en història el 1957. Segons el periodista nord-americà Pete Earley, Aliyev va assistir per primera vegada a l'Acadèmia de Seguretat del Ministeri de l'Estat a Leningrad i es va graduar el 1944. També va fer cursos de desenvolupament professional del personal sènior a l'escola superior Dzerzhinsky de la KGB a Moscou el 1966.

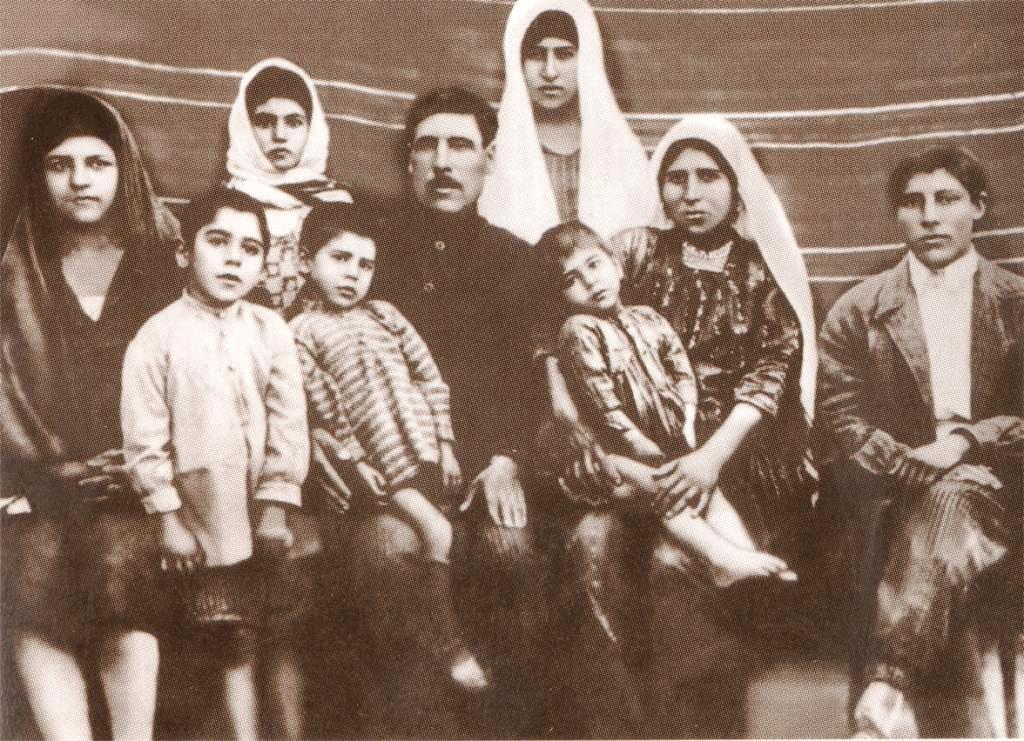
Heydar Aliyev amb la seva família a la dècada de 1920

El 1948, Əliyev es va casar amb Zarifa Aliyeva. El 12 d'octubre de 1955 va néixer la seva filla Sevil Aliyeva. El 24 de desembre de 1961 va néixer el seu fill Ilham. Zarifa Aliyeva va morir de càncer el 1985.

### Carrera inicial
Əliyev va servir al departament d'arxius del Comissariat del Poble d'Afers Interns de la República Socialista Soviètica Autònoma del Nakhitxevan de 1941 a 1944, abans del seu nomenament com a cap del departament general del Consell de Comissaris del Poble de l'ASSR de Nakhtxivan. Es va incorporar al Comissariat del Poble per a la Seguretat de l'Estat (NKGB) de l'RSS d'Azerbaidjan el 1944 i es va convertir en el cap del departament del Comitè de Seguretat de l'Estat de la República Socialista Soviètica d'Azerbaidjan el 1950, després de graduar-se a l'Escola de Formació del Personal Superior del Comitè de Seguretat de l'Estat de l'URSS. L'any 1954, com a part d'una reforma governamental, la NKGB, que abans s'anomenava Ministeri de Seguretat de l'Estat (MGB), va ser novament rebatejada, aquesta vegada com a KGB. Əliyev va ascendir ràpidament a través de les files del KGB, esdevenint vicepresident del KGB d'Azerbaidjan el 1964 i el seu president el 1967, i finalment va rebre el rang de general major.

### De la KGB al líder de l'RSS d'Azerbaidjan

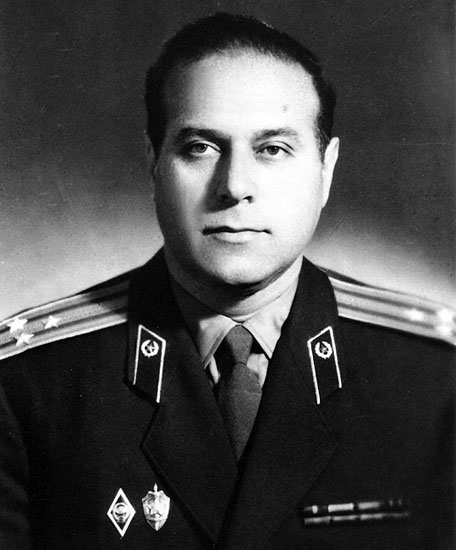
Aliyev amb el seu uniforme de la KGB

Com a cap de la KGB d'Azerbaidjan, Aliyev va dirigir una campanya contra la corrupció. Després de la campanya, es va convertir en el líder indiscutible de l'Azerbaidjan. Va ser elegit primer secretari del Comitè Central del Partit Comunista de l'Azerbaidjan en la seva sessió plenària celebrada el 12 de juliol de 1969. Aliyev va fer alguns progressos en la lluita contra la corrupció: diverses persones van ser condemnades a presó, i el 1975, cinc directors de fàbriques i granges col·lectives van ser condemnats a mort per corrupció greu. A principis de la dècada de 1980, Aliyev va prohibir als fills de cert personal jurídic assistir a l'escola de dret de la república, en un suposat esforç per frenar una elit autoperpetuada basada en la corrupció. El 1977 va visitar l'Iran.
Durant el període del seu lideratge de l'Azerbaidjan soviètic, els esforços d'Aliyev van portar a un augment considerable de les taxes de creixement econòmic, social i cultural a l'RSS de l'Azerbaidjan. Əliyev es va convertir potser en el líder republicà amb més èxit, augmentant el perfil de la república desfavorida i promovent constantment els azerbaidjanesos a càrrecs alts.
Əliyev es va convertir en membre candidat (sense vot) del Politburó soviètic el 1976. Va ocupar aquest càrrec fins al desembre de 1982, quan Yuri Andropov el va promoure al càrrec de primer vicepresident del Consell de Ministres de l'URSS i el va convertir en membre de ple dret del Politburó. Əliyev també va exercir al Consell de Ministres com a primer vicepresident el 1974-1979. El 22 de novembre de 1982, Andropov va promoure Əliyev de candidat a membre de ple dret del Politburó soviètic i el va nomenar al càrrec de primer vicepresident del Consell de Ministres de l'URSS responsable del transport i dels serveis socials. Əliyev va assolir així la posició més alta maig aconseguida per un azerbaidjanès a la Unió Soviètica.
Əliyev va ser destituït del seu càrrec de primer viceprimer ministre i del Politburó per Mikhail Gorbatxov el 1987, oficialment per motius de salut.

### Caiguda i reinvenció
Després de la seva jubilació forçada el 1987, Əliyev va romandre a Moscou fins al 1990. Durant aquest temps va patir un atac de cor. Əliyev es va oposar públicament a la repressió militar soviètica del gener de 1990 a Bakú, que havia seguit al conflicte continuat pel que fa a Nagorno-Karabakh.
Gairebé immediatament després d'aquesta aparició pública, Əliyev va marxar de Moscou cap al seu Nakhtxivan natal. Allà, Əliyev es va reinventar com a nacionalista moderat. Va ser elegit el Soviet Suprem de l'RSS d'Azerbaidjan a Bakú l'octubre de 1990. Sota la pressió i les crítiques de grups relacionats amb la seva némesi, el líder de l'Azerbaidjan soviètic Ayaz Mutallibov, Əliyev va tornar de nou a Nakhtxivan, on va ser elegit president del Soviet Suprem de Nakhtxivan el 1991. Aquest mateix any va dimitir del Partit Comunista de la Unió Soviètica.
Al desembre de 1991, quan la Unió Soviètica es va dissoldre i l'Azerbaidjan es va convertir formalment en un estat independent, Əliyev va governar de manera independent Nakhtxivan malgrat la presidència de Mutallibov. A principis de 1992, la violència va augmentar a la Primera Guerra de Nagorno-Karabakh després de la caiguda de Xuixí, l'última ciutat poblada per azerís a Nagorno-Karabakh. Aquests esdeveniments van provocar la dimissió de Mutallibov i el posterior ascens al poder del Front Popular d'Azerbaidjan liderat per Abulfaz Elchibey. Durant l'any d'Elchibey al poder, Əliyev va continuar governant Nakhtxivan sense cap mena de deferència cap al govern oficial de Bakú. L'intent del ministre de l'Interior del Front Popular, Isgandar Hamidov, d'enderrocar per la força a Əliyev a Nakhtxivan, va ser frustrat per la milícia local a l'aeroport regional. Durant el mateix període, Əliyev va negociar de manera independent un acord d'alto el foc a Nakhtxivan amb l'aleshores president d'Armènia, Levon Ter-Petrosyan.
Əliyev va ser elegit líder del Partit del Nou Azerbaidjan al seu congrés constituent organitzat a Nakhtxivan el 21 de novembre de 1992.
Al maig-juny de 1993, quan una crisi del govern va portar el país a la vora de la guerra civil i la pèrdua de la independència, el poble de l'Azerbaidjan va exigir portar Əliyev al poder. Els líders de l'Azerbaidjan es van veure obligats a convidar oficialment Əliyev a Bakú. El 24 de juny de 1993, enmig de l'avanç de les forces insurgents sota el control de Surat Huseynov cap a Bakú, Elchibey va fugir de la ciutat al seu poble natal de Keleki a Nakhtxivan. Abans, el 15 de juny de 1993, Əliyev havia estat escollit president de l'Assemblea Nacional de l'Azerbaidjan, i després de la fugida d'Elchibey, també va assumir els poders presidencials temporals. L'agost de 1993, Elchibey va ser destituït de la seva presidència per un referèndum nacional, i l'octubre de 1993, Əliyev va ser elegit president de l'Azerbaidjan. El maig de 1994, Əliyev va acordar un alto el foc per posar fi a les hostilitats a Nagorno-Karabakh, que es van mantenir en gran part fins a la Segona Guerra de Nagorno-Karabakh el 2020.

### Presidència
El 3 d'octubre de 1993, com a resultat de la votació nacional, Heydar Əliyev va ser elegit president de la República de l'Azerbaidjan amb el 98,8 per cent dels vots. L'11 d'octubre de 1998, va ser reelegit, guanyant el 77 per cent dels vots. Əliyev va ser nomenat candidat a les eleccions presidencials de 2003, però es va negar a presentar-se a les eleccions en relació amb problemes de salut.

### Conflicte de Nagorno-Karabakh

#### Últim any de guerra
Quan Əliyev es va convertir en president de l'Assemblea Nacional el juny de 1993, l'Azerbaidjan patia una divisió interna i un col·lapse militar, que va permetre a les forces armènies capturar la majoria dels cinc districtes del sud-oest de l'Azerbaidjan sense trobar una resistència significativa, la qual cosa va provocar el desplaçament d'unes 350.000 persones. Després d'assumir el càrrec de president, Əliyev va dissoldre les unitats lleials al derrocat Front Popular d'Azerbaidjan i va ordenar la creació d'un nou exèrcit nacional. Desenes de milers de joves sense experiència en la lluita van ser reclutats amb aquesta finalitat. Al mateix temps, Əliyev va dur a terme negociacions amb la part armènia: ja s'havia reunit de manera confidencial amb el líder armeni del Karabakh, Robert Kotxarian, dues vegades a Moscou poc abans d'assumir la presidència, i els representants armenis i azerbaidjanesos havien acordat allargar un alto el foc el setembre de 1993. Les negociacions no van tenir resultats i l'alto el foc no es va mantenir, però, i les forces armènies van capturar territoris addicionals poc després de la inauguració d'Əliyev. A l'hivern de 1993–1994, les forces azerbaidjaneses van intentar recuperar territoris en diferents parts de la línia del front. Mentre que les forces azerbaidjaneses van aconseguir recuperar part del Districte de Füzuli, l'operació per recuperar el districte de Kalbajar va ser un fracàs desastrós, amb milers de soldats azerbaidjanesos morts o congelats a les muntanyes al nord de Kalbajar.

#### 1994: alto el foc i negociacions de pau

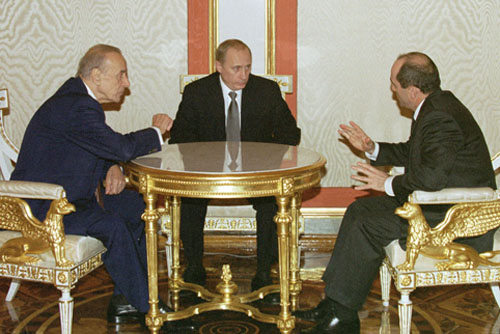
Una reunió entre Heydar Aliyev, Vladímir Putin i Robert Kotxarian al Kremlin el 30 de novembre de 2001

El maig de 1994, amb l'aprovació d'Əliyev, es va signar un acord d'alto el foc entre representants de l'Azerbaidjan, Armènia i la República d'Artsakh, que va posar fi amb èxit a les hostilitats a Nagorno-Karabakh i els seus voltants. Mentre acceptava l'alto el foc, Əliyev va rebutjar les propostes russes de desplegar un contingent de manteniment de la pau a Nagorno-Karabakh. Després de l'alto el foc, Əliyev es va comprometre periòdicament en negociacions amb la part armènia mediada pel Grup de Minsk de l'OSCE i els seus països copresidents (Rússia, França i els Estats Units) per a la resolució del conflicte de Nagorno-Karabakh. A la Cimera de Lisboa de l'OSCE el desembre de 1996, tots els estats membres de l'OSCE, excepte Armènia, van signar una declaració que afirmava la integritat territorial de l'Azerbaidjan i que afirmava que el dret a l'autodeterminació de Nagorno-Karabakh s'havia de fer realitat en forma d'«el més alt grau d'autodeterminació» dins l'Azerbaidjan.
Segons els informes, Əliyev va acceptar una «solució gradual» al conflicte proposada pels copresidents del Grup de Minsk el setembre de 1997, que preveia la retirada de les forces armènies dels districtes ocupats que envolten Nagorno-Karabakh (a més del districte de Lachin) i el desplegament de forces de pau internacionals. seguit de negociacions sobre l'estatus final de Nagorno-Karabakh en fases posteriors; la proposta maig es va realitzar ja que el president armeni Levon Ter-Petrosyan no va aconseguir el suport del seu propi govern i es va veure obligat a dimitir el febrer de 1998. Əliyev va participar en converses bilaterals amb el nou president d'Armènia, Robert Kocharyan, a la primavera de 1999 i de nou al gener de 2001. A més, es van mantenir converses més substancials a Key West, Florida amb mediació nord-americana l'abril de 2001. Les propostes negociades a Key West maig s'han publicat, tot i que s'informa que Nagorno-Karabakh i el Corredor de Lachin s'havien de cedir efectivament a Armènia mentre que l'Azerbaidjan recuperaria els set districtes ocupats i rebria accés terrestre a Nakhtxivan a través del territori armeni. Malgrat els informes inicials que les dues parts estaven més a prop que maig d'arribar a un acord final, Əliyev , que es diu que va trobar una oposició important a les condicions del seu cercle íntim, es va negar a avançar amb l'acord després de tornar a l'Azerbaidjan. Les negociacions de Key West van ser les últimes grans negociacions sobre el conflicte de Nagorno-Karabakh durant la presidència d'Əliyev .

### Política interior

#### Reforma constitucional
Aliyev va reunir la Comissió Constitucional el juny de 1995 per crear una constitució per substituir la Constitució de l'RSS de l'Azerbaidjan de 1978. El primer esborrany estava a punt a l'octubre per al debat públic i la versió final constava de 5 capítols, 12 seccions i 147 articles. La nova constitució va ser confirmada per un referèndum celebrat el 12 de novembre de 1995. Per garantir la separació del poder, la constitució va crear 3 divisions: legislativa (Milli Majlis), executiva (president) i judicial (corts).
Aliyev va suggerir esmenes a la Constitució de l'Azerbaidjan el juny de 2002. La primera esmena a la Constitució de l'Azerbaidjan va ser aprovada com a resultat del referèndum constitucional d'Azerbaidjan de 2002. En conseqüència, es van fer 39 esmenes a 23 articles de la Constitució de l'Azerbaidjan. Aquests van incloure l'abolició de les eleccions al Parlament de llistes de partit proporcionals, un canvi en la línia de successió presidencial per afavorir el primer ministre en lloc del president de Milli Majlis, l'afavoriment de la majoria simple en el càlcul dels resultats de les eleccions presidencials i l'establiment de drets dels ciutadans, els tribunals i els defensors del poble a recórrer directament al Tribunal Constitucional de l'Azerbaidjan.

#### Abolició de la pena de mort
Aliyev va demanar l'eliminació de la pena de mort el 3 de febrer de 1998. En la seva intervenció dirigida a Milli Majlis, Aliyev va afirmar: «Estic convençut que l'abolició de la pena de mort és un pas crucial en la humanització de la política de justícia penal, a més a més és una etapa important en la reforma del sistema jurídic en el seu conjunt. Tenint en compte tots els fets, presento un projecte de llei sobre esmenes i addicions al Codi Penal, de Procediment Penal i de Treball Correctiu de la República de l'Azerbaidjan pel que fa a l'abolició de la pena capital a la República de l'Azerbaidjan d'acord amb l'article 96. de la Constitució de la República de l'Azerbaidjan per a la discussió». Milli Majlis va aprovar el projecte de llei, de manera que el 10 de febrer de 1998 es va aprovar la «Llei sobre esmenes i addicions al Codi de treball penal, processal i correctiu de la República de l'Azerbaidjan sobre l'eliminació de la pena de mort a la República de l'Azerbaidjan». Com a resultat, la pena capital va ser substituïda per la cadena perpètua.
L'Azerbaidjan es va adherir al «Segon Protocol facultatiu del Pacte Internacional de Drets Civils i Polítics, amb l'objectiu de l'abolició de la pena de mort» el 22 de gener de 1999.

#### Creació de la Institució del Defensor del Poble
Aliyev va emetre un decret sobre «Mesures per garantir els drets humans i civils i les llibertats» el 22 de febrer de 1998. El Programa Estatal de Protecció dels Drets Humans va ser confirmat per una Ordre Presidencial de 18 de juny de 1998. Es va establir una institució de Defensor del Poble a l'Azerbaidjan sobre la base d'aquest Programa d'Estat, la Llei Constitucional «Sobre el Comissari de Drets Humans (Ombudsman) de la República de l'Azerbaidjan» (28 de desembre de 2001), compromisos davant el Consell d'Europa, i un Decret Presidencial de 5 de març de 2002 pel que s'executa aquesta llei. Elmira Süleymanova va ser nomenada Comissionada de Drets Humans (Ombudsman) entre 3 candidats sol·licitats pel president Aliyev, tal com consta a la Decisió núm. 362 del Milli Majlis el 2 de juliol de 2002.

#### Reforma agrària

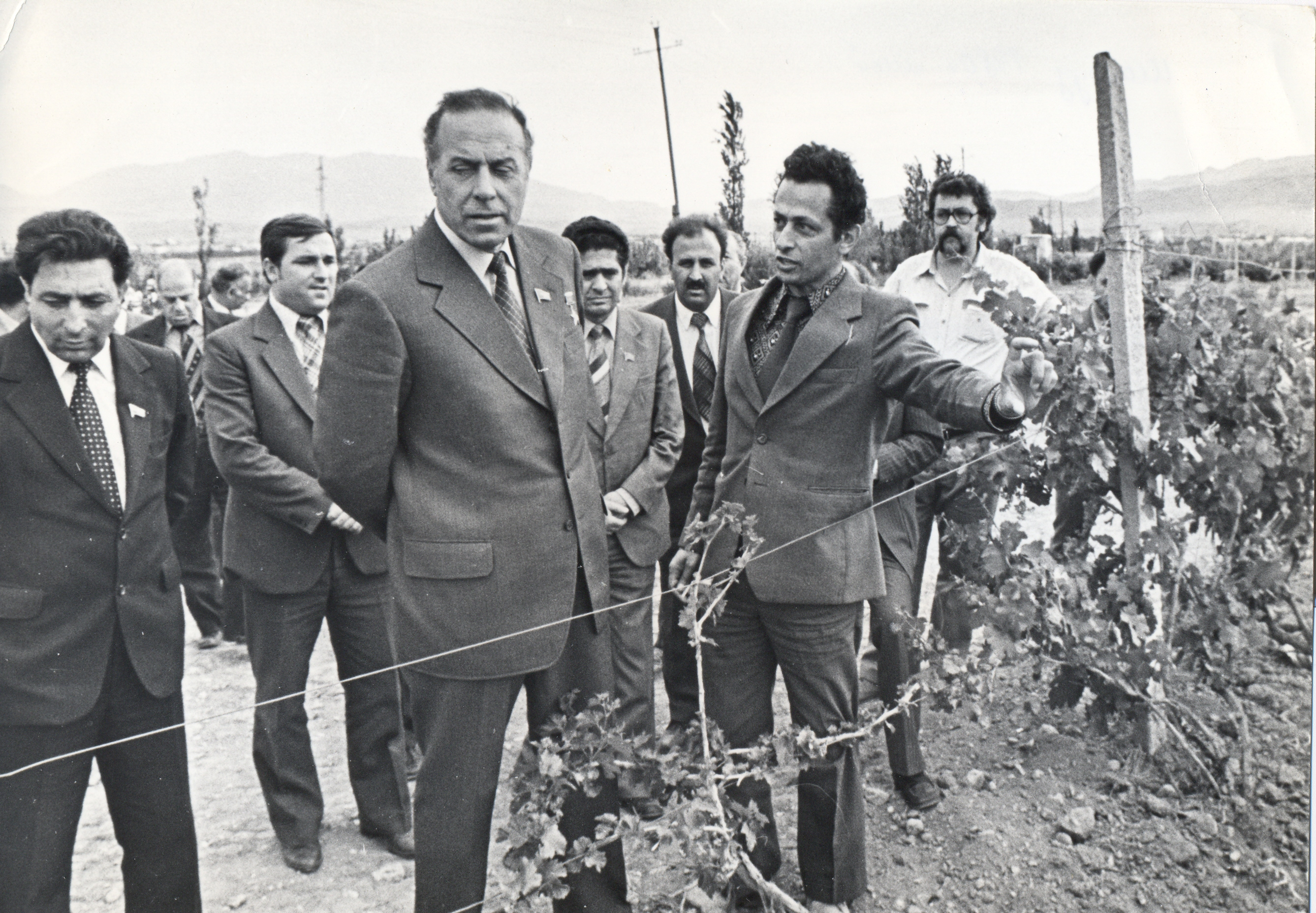
Aliyev durant la seva visita a una granja col·lectiva estatal als anys 70

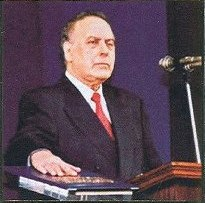
Aliyev durant la seva investidura

Les reformes agràries implementades durant l'administració d'Aliyev es poden dividir en 2 fases:
- 1995–1997 – Durant la primera fase, es va restablir la base legislativa d'un sector agrari mitjançant l'adopció d'una sèrie de documents legislatius. La privatització de l'agricultura d'Azerbaidjan mitjançant la dissolució de les granges tradicionals col·lectives i estatals va ser el focus d'aquestes lleis.[82] Alguns exemples d'aquestes lleis inclouen «les bases de la reforma agrària» (18 de febrer de 1995);[83] «Reforma de les explotacions estatals i col·lectives» (18 de febrer de 1995);[84] i «Reforma agrària» (16 de juliol de 1996).[85] El 10 de gener de 1997 Aliyev va emetre un Decret sobre «Aprovació d'alguns documents legals que garanteixin la implementació de les reformes agràries». La Comissió Estatal de Reformes Agràries va ser formada per Aliyev el 2 de març de 1995.[86][87]
- 1998–2001: la segona fase es va centrar en el suport posterior a la privatització i en l'eliminació de barreres burocràtiques per a una implementació més eficaç d'aquestes reformes. El Ministeri d'Agricultura es va reorganitzar per un decret presidencial de data 6 de juny de 1998 (sobre la ratificació de l'Estatut del Ministeri d'Agricultura),[88] la llei sobre «Catastre de la terra estatal, vigilància i estructura de la terra» (22 de desembre de 1998),[89] un decret sobre «Lloguer de la terra» (12 de març de 1999),[90] i una llei sobre «mercat de la terra» (7 de maig de 1999).[91] El Codi de Terres de la República d'Azerbaidjan va ser aprovat per la Llei sobre «Aprovació del Codi de Terres de la República d'Azerbaidjan»[92] (25 de juny de 1999).[82]

### Política exterior
Durant l'administració d'Aliyev, la política exterior de l'Azerbaidjan es va reequilibrar. Les relacions bilaterals entre l'Azerbaidjan i altres països, així com la cooperació amb les organitzacions internacionals, es van aprofundir.

#### Relacions amb les Nacions Unides
Durant la presidència d'Aliyev, l'Azerbaidjan va començar a participar activament dins d'organitzacions internacionals com les Nacions Unides. Aliyev va assistir a la 49a sessió de l'Assemblea General de les Nacions Unides (UN GA) l'any 1994 i a la sessió especial de l'AG de l'ONU dedicada al 50è aniversari de les Nacions Unides l'octubre de 1995. Va rebre l'antic secretari general de l'ONU Boutros Boutros-Ghali l'octubre de 1994 a Bakú. Aliyev es va reunir amb el secretari general Kofi Annan durant el seu viatge als EUA el juliol de 1997. Aliyev es va dirigir a la Cimera del Mil·lenni de l'ONU celebrada el setembre de 2000, on va parlar de la invasió armènia de Nagorno-Karabakh i les regions adjacents, i va esmentar les resolucions de l'ONU 822, 853, 874, 884, que exigien la retirada incondicional de les forces armades armènies. territoris azerbaidjans ocupats. Després dels atacs de l'11 de setembre, l'Azerbaidjan es va unir a la coalició antiterrorista de les Nacions Unides i va cooperar amb l'Oficina del Comitè de Sancions i contra el Terrorisme de l'ONU. L'octubre de 2001, l'Azerbaidjan es va adherir a la Convenció Internacional per a la Repressió del Finançament del Terrorisme aprovada pel CS de l'ONU el 1999.

#### Relacions amb l'OTAN
El 4 de maig de 1994 es va signar el Document marc d'Associació per a la Pau per millorar la cooperació en seguretat i defensa amb l'OTAN Aliyev va aprovar el Document de presentació del PfP el 19 d'abril de 1996. El novembre de 1997, l'Azerbaidjan es va unir al procés de planificació i revisió del PfP. L'AP de l'OTAN també va convertir l'Azerbaidjan en membre associat de l'OTAN al novembre.

#### Relacions amb la UE
L’Acord d'Associació i Cooperació entre la Unió Europea i la República de l'Azerbaidjan es va signar a Luxemburg el 22 d'abril de 1996 i va entrar en vigor el 22 de juny de 1999. Promet la cooperació en els àmbits del comerç, la inversió, l'economia, la legislació, la cultura, la immigració i la prevenció del comerç il·lícit. L'Azerbaidjan va rebre ajuda de la UE per a les reformes econòmiques al país a través dels programes TACIS i TRACECA. La conferència internacional «Restauració de la Ruta Històrica de la Seda» va ser organitzada a Bakú el 8 de setembre de 1998 per Aliyev i el president Eduard Xevardnadze de Geòrgia amb el suport dels programes TACIS i TRACECA.

#### Relacions amb el Consell d'Europa
L'Azerbaidjan va participar com a convidat especialment convidat al Consell d'Europa (CoE) el 28 de juny de 1996. En conseqüència, es van adoptar una sèrie de resolucions i actes legals entre 1996 i 2001 per millorar el sistema legislatiu d'Azerbaidjan perquè pogués complir els requisits de les normes europees i el dret internacional. El 28 de juny de 2000, es va recomanar l'admissió total de l'Azerbaidjan al CoE a la sessió de l'Assemblea Parlamentària del CoE. L'Azerbaidjan es va convertir en membre de ple dret del CoE el 17 de gener de 2001; la cerimònia oficial es va dur a terme el 25 de gener de 2001. Ordres presidencials «Sobre l'aplicació de les mesures del programa de cooperació entre el Consell d'Europa i la República de l'Azerbaidjan» (8 de juliol de 1996), «Sobre les mesures d'aprofundiment de la cooperació entre el Consell d'Europa i la República de Azerbaidjan» (20 de gener de 1998) i «Sobre les mesures d'ampliació de la cooperació entre l'Azerbaidjan i el CoE per a la defensa dels interessos de la República de l'Azerbaidjan al Consell d'Europa» (14 de maig de 1999) van ser adoptats per Aliyev.

#### Relacions amb Rússia
Aliyev va prioritzar l'establiment de relacions més càlides amb Rússia més que l'anterior lideratge de l'Azerbaidjan. Va declarar en el seu discurs a Milli Majlis el 15 de juny de 1993, després de ser elegit com a cap del Parlament de l'Azerbaidjan: «Rússia, el nostre veí del nord, és absolutament un gran estat. Sens dubte, la relació basada en principis independents entre l'Azerbaidjan i Rússia ha de ser millor, més àmplia i més fructífera». L'Acord d'Amistat, Cooperació i Seguretat Mútua entre Rússia i l'Azerbaidjan es va signar el 3 de juliol de 1997. Aliyev va pagar el seu primer viatge oficial a Rússia com a president de la República de l'Azerbaidjan el juliol de 1997 amb la invitació del president rus Boris Eltsin. Les relacions amb Rússia es van desenvolupar encara més gràcies a les negociacions Aliyev-Putin durant les seves visites bilaterals (Vladimir Putin va visitar l'Azerbaidjan el 2001 i Aliyev va fer una visita recíproca a Rússia el 2002). Els acords sobre «L'estat i els principis beneficiosos de l'estació de localització de ràdio de Gabala», «Acord de cooperació econòmica a llarg termini entre la Federació de Rússia i la República de l'Azerbaidjan fins a l'any 2010» i «La declaració comuna del president de la Federació Russa, Vladimir Putin i el president de la República de l'Azerbaidjan, Heydar Aliyev» es van signar en aquesta darrera reunió.

#### Relacions amb els EUA
Establir relacions més estretes i desenvolupar la cooperació amb els EUA eren uns dels principals objectius de la política exterior d'Aliyev. Va afirmar en un dels seus discursos sobre aquest tema: «Les relacions de l'Azerbaidjan amb els Estats Units són importants, ja que hem d'aprendre la democràcia, la cultura i els èxits occidentals, beneficiar-nos-en, utilitzar-los i aplicar-los a l'Azerbaidjan. En aquest sentit, els Estats Units són un país especial per a nosaltres». Les relacions entre els dos països es van enfortir després de la signatura dels contractes petroliers. Aliyev va fer la seva primera visita oficial als EUA i es va reunir amb el president Bill Clinton l'1 d'agost de 1997. Van signar una declaració conjunta sobre les futures relacions entre els EUA i l'Azerbaidjan en qüestions de defensa i militars. Durant aquest viatge (27 de juliol-5 d'agost de 1997), una declaració sobre les intencions de formar un diàleg bilateral entre els EUA i l'Azerbaidjan sobre qüestions energètiques i l'acord general entre el Govern de la República d'Azerbaidjan, el Banc Nacional i l'Exportació dels EUA. Banc d'importació sobre la promoció de projectes es van signar. A més, es van signar 4 acords de desenvolupament i repartiment de producció per al sector azerbaidjanès del mar Caspi. Després de la visita, Aliyev va emetre una ordre sobre «Mesures per ampliar les relacions de col·laboració entre la República de l'Azerbaidjan i els Estats Units» el 2 de setembre de 1997. L'Azerbaidjan es va unir a una coalició internacional liderada pels Estats Units contra el terrorisme després dels atacs de l'11 de setembre, i va enviar un contingent militar a l'Afganistan. El 24 d'octubre de 2002 el Senat dels Estats Units va adoptar una esmena a la Llei de Suport a la Llibertat per permetre a un president dels EUA renunciar temporalment a la Secció 907, que solia prohibir exportar qualsevol suport financer o humanitari a l'Azerbaidjan.

### Estratègia del petroli

Rutes dels oleoductes

Aliyev va utilitzar el potencial petrolier de l'Azerbaidjan per evitar les dificultats que va enfrontar el seu país després del col·lapse de la Unió Soviètica atraient inversions estrangeres a l'Azerbaidjan. Després d'una sèrie de negociacions durant un any a Bakú, Istanbul i Houston, l'«Acord sobre el desenvolupament conjunt i l'intercanvi de producció per als camps àzeri i Chirag i la porció d'aigües profundes del camp de Gunashli al sector de l'Azerbaidjan del mar Caspi» va ser signat a Bakú el 20 de setembre de 1994 pel govern de l'Azerbaidjan i un consorci d'11 companyies petrolieres de 6 països (EUA, Regne Unit, Rússia, Noruega, Turquia, Aràbia Saudita) en presència d'Aliyev.
El Fons Estatal del Petroli de l'Azerbaidjan es va establir per Decret presidencial el desembre de 1999 per reunir els ingressos obtinguts dels beneficis del petroli amb l'objectiu de finançar projectes socials i econòmics. Com a resultat de l'estratègia petroliera desenvolupada per Aliyev, el petroli d'Azerbaidjan estava planejat per ser transportat a través de diferents rutes com ara el gasoducte Bakú-Supsa, Bakú-Tbilisi-Ceyhan (BTC), etc. Per exportar petroli d'Azerbaidjan al mercat europeu, els presidents d'Azerbaidjan, Geòrgia i Turquia van acordar construir el gasoducte Bakú-Tbilisi-Ceyhan el 1998 a Ankara. La cerimònia inaugural de BTC va tenir lloc el setembre de 2002 amb la participació d'Aliyev, el president turc Ahmet Necdet Sezer i el president georgià Edward Xevardnadze.
La decisió d'exportar petroli cru d'Azerbaidjan al port de Novorossiysk es va prendre mitjançant un contracte signat a Moscou el 18 de febrer de 1996. El transport de petroli per aquesta ruta es va realitzar l'octubre de 1997. Aliyev i Xevardnadze van acordar l'establiment de la ruta alternativa Bakú-Supsa el 8 de març de 1996. La ruta Bakú-Supsa va començar a operar l'abril de 1999.

## Mort i successor

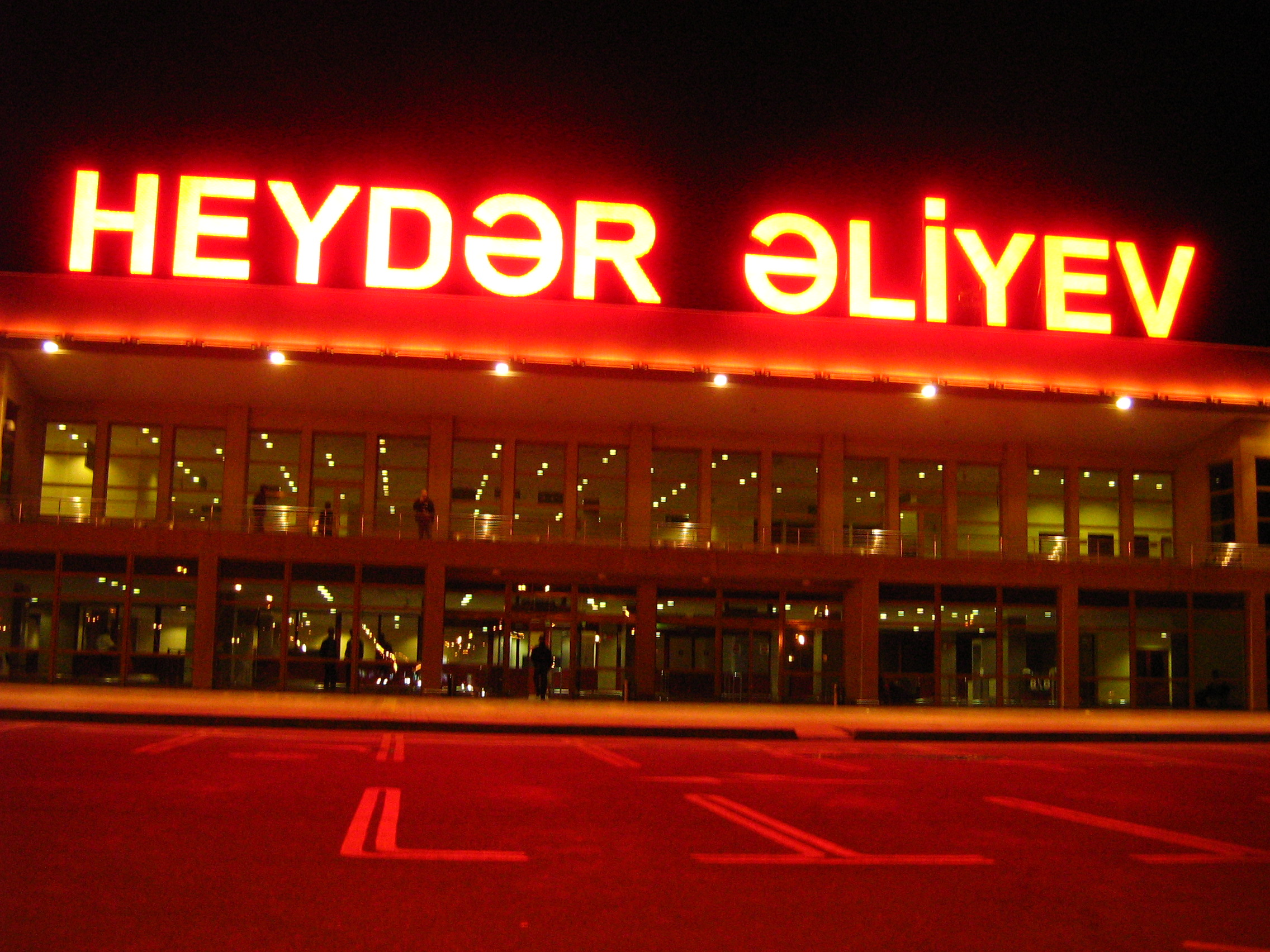
Aeroport internacional Heydar Aliyev de Bakú

La salut d'Aliyev va començar a fallar el 1999 quan va tenir una important operació de bypass cardíac als Estats Units a la Cleveland Clinic. Més tard es va fer una cirurgia de pròstata i una hèrnia. Es va ensorrar mentre donava un discurs a la televisió en directe l'abril de 2003. El 6 d'agost, Aliyev va tornar als EUA per tractar la insuficiència cardíaca congestiva i els problemes renals. Va renunciar a la presidència a principis d'octubre de 2003 i va nomenar el seu fill Ilham com a únic candidat presidencial del seu partit. El 12 de desembre de 2003, el president Aliyev va morir a la Cleveland Clinic. Va rebre un gran funeral d'estat i va ser enterrat al cementiri Alley of Honor de Bakú.
El fill d'Heydar Aliyev, Ilham Alíev, va guanyar les eleccions presidencials el 15 d'octubre de 2003, àmpliament considerades fraudulentes. Observadors internacionals van criticar que estava molt per sota dels estàndards esperats.